# The Final Countdown (film)
The Final Countdown is een Amerikaanse sciencefictionfilm uit 1980, geregisseerd door Don Taylor. De hoofdrollen worden vertolkt door Kirk Douglas, Martin Sheen, James Farentino en Katharine Ross.

## Verhaal
Het is het jaar 1980. Het Amerikaanse vliegdekschip USS Nimitz houdt een trainingsmissie in de Stille Oceaan, met als einddoel Hawaï. Warren Lasky, een Amerikaanse burger, mag voor de gelegenheid mee. Zijn baas, dhr. Tideman, ziet hem vertrekken.
Op zee komt het schip in een vreemd soort storm terecht. Zodra het schip weer uit de storm komt, blijkt alle communicatie met het vasteland te zijn verbroken. Het schip blijkt te zijn teruggereisd in de tijd naar het jaar 1941, kort voor de aanval op Pearl Harbor. De ontdekking waar ze nu zijn stelt de bemanning voor een zwaar dilemma. Men kan met het moderne vliegkampschip en de voorkennis over de naderende Japanse aanval, de aanval op Pearl Harbor verhinderen en zo de Amerikanen een grotere voorsprong geven in de Tweede Wereldoorlog. Aan de andere kant zal door dit ingrijpen de toekomst mogelijk onherkenbaar veranderen. Dat hun aanwezigheid in 1941 de tijdlijn al deels heeft aangetast wordt duidelijk wanneer de bemanning van de USS Nimitz gedwongen is zich te verdedigen tegen twee Japanse vliegtuigen. Hierdoor verhinderen ze dat de Japanners een Amerikaanse senator genaamd Chapman neerschieten. Oorspronkelijk werd Chapman tijdens de Japanse aanval als vermist opgegeven. Nu Chapman de aanval overleeft en gered wordt door de Nimitz dreigt hij de opvolger te worden van president Franklin D. Roosevelt in plaats van Harry S. Truman.
Wanneer Chapman de USS Nimitz ziet en van de bemanning over de aanval hoort, eist hij dat Pearl Harbor direct gewaarschuwd wordt. Kapitein Yelland doet alsof hij Chapman naar Pearl Harbor zal laten brengen, maar geeft in werkelijkheid de opdracht hem op een verlaten eiland te zetten waar hij veilig zal zijn tijdens de aanval. Wanneer Chapman ontdekt dat de bemanning van de USS Nimitz hem niet wil helpen, bedreigt hij de bemanning met een lichtkogelpistool. Hierbij vernietigt hij de helikopter waar hij in zit. Chapman komt bij de explosie om het leven en crewlid Richard Owens, die er niet meer in was geslaagd aan boord te klimmen van de helikopter, komt vast te zitten op het eiland, samen met Chapmans secretaresse Laurel. Laurels hond Charlie is echter op het vliegkampschip verdwaald geraakt.
Met Chapmans dood is de tijdlijn weer goeddeels hersteld naar hoe hij moet zijn. Net op het moment dat Yelland besluit toch in te grijpen als de Japanse aanval begint, duikt de storm weer op en keert de USS Nimitz terug naar 1980. Alleen Owens blijft in het verleden achter, samen met Laurel, terwijl de hond Charlie inmiddels door Lasky op het schip wordt gevonden en nu onder zijn hoede noodgedwongen 40 jaar meereist naar de toekomst. Terug in 1980 wordt Lasky in de haven weer opgewacht door Mr. Tideman, en ontdekt dat Tideman niemand minder is dan de nu oud en schatrijk geworden Owens, en inmiddels getrouwd met Laurel, die haar geliefde hond na 40 jaar weer in de armen mag sluiten.

## Rolverdeling
| Acteur                         | Personage                                         |
| ------------------------------ | ------------------------------------------------- |
| Kirk Douglas                   | Capt. Matthew Yelland                             |
| Martin Sheen                   | Warren Lasky                                      |
| Katharine Ross                 | Laurel Scott                                      |
| James Farentino                | Wing Commander Richard T. Owens / Richard Tideman |
| Ron O'Neal                     | Cmdr. Dan Thurman                                 |
| Charles Durning                | Sen. Samuel Chapman                               |
| Victor Mohica                  | Black Cloud                                       |
| James Coleman                  | Lt. Perry                                         |
| Soon-Tek Oh (als Soon-Teck Oh) | Simura                                            |
| Joe Lowry                      | Cmdr. Damon                                       |
| Alvin Ing                      | Lt. Kajima                                        |

## Achtergrond
De opnames van de film vonden plaats tijdens een missie van de Nimitz in september 1979 tot mei 1980. De film werd grotendeels opgenomen op de Atlantische Oceaan in plaats van in de Stille Oceaan, waar het verhaal zich afspeelt. De opnames moesten haastig worden afgerond toen de USS Nimitz werd teruggeroepen naar de thuishaven voor Operatie Eagle Claw. Voor de scène waarin de USS Nimitz in Pearl Harbor arriveert werd in werkelijkheid de USS Kitty Hawk (CV-63) gebruikt.
Kirk Douglas wilde eigenlijk dat zijn zoon Michael de rol van Martin Sheen zou vertolken, maar dit bleek onmogelijk omdat Michael al een contract had voor The China Syndrome.

## Prijzen en nominaties
In 1981 werd “The Final Countdown” genomineerd voor een Saturn Award voor beste sciencefictionfilm. Acteur Kirk Douglas werd voor zijn rol in de film genomineerd voor een Saturn Award voor beste acteur.
In 1982 won de film een Golden Screen.